# Aaron Rountree
Aaron Rountree III (Wilson, 1º dicembre 1993) è un ex cestista statunitense.